# Eric Adams (muzician)
Eric Adams (născut Louis Marullo, n. 12 iulie 1952, Auburn⁠(d), New York, SUA) este un muzician american, cunoscut mai ales ca vocalist al formației heavy metal Manowar al cărei membru este încă de la fondarea ei în 1980.

## Discografie
- Battle Hymns (1982)
- Into Glory Ride (1983)
- Hail to England (1984)
- Sign of the Hammer (1984)
- Fighting the World (1987)
- Kings of Metal (1988)
- The Triumph of Steel (1992)
- Louder Than Hell (1996)
- Warriors of the World (2002)
- Gods of War (2007)
- Thunder In The Sky EP (2009)
- Battle Hymns MMXI (2010)
- The Lord of Steel (2012)